# Velký Zlatoúst
Velký Zlatoúst (rusky Большой Златоуст) je pravoslavný chrám v ruském Jekatěrinburgu, vystavěný roku 1876 v rusko-byzantském stylu. Jeho forma je pro pravoslavné chrámy velmi atypická, původně se totiž mělo jednat o zvonici většího chrámu, který nebyl realizován. Roku 1930 byl objekt zbourán, mezi lety 2006–2013 se jej podařilo obnovit.

## Historie
Komplikovaná historie projektování Velkého Zlatoústu sahá až do roku 1839, kdy jekatěrinburskému chrámu Seslání Ducha Svatého (lidově Malý Zlatoúst) shořela zvonice. Místní věřící odeslali roku 1841 Nejsvětějšímu synodu do Petrohradu ke schválení projekt uralského architekta Michaila Pavloviče Malachova, který předpokládal rekonstrukci vyhořelého chrámu a dostavbu zvonice ve stylu klasicismu. Projekt však byl zavrhnut Hlavní správou dopravních cest a veřejných budov (ministerstvo dopravy), která navrhla namísto toho vybudovat větší chrám v rusko-byzantském stylu. Jekatěrinburští věřící ovšem namítli, že na výstavbu tak velkého chrámu nemají prostředky, a opětovně žádali schválení původního projektu. Nato Hlavní správa dopravních cest a veřejných budov zaslala jiný projekt. Ani ten místní nenadchnul, rozhodli se proto nakonec realizovat předchozí rusko-byzantský návrh. Roku 1844 byla stavba schválena samotným Mikulášem I.
K poslední zásadní změně projektu došlo v roce 1846, kdy jekatěrinburští navrhli zvětšit zamýšlený chrám a zvonici postavit jako samostatný objekt. Z Petrohradu nakonec poslali nový projekt, který předpokládal výstavbu svatostánku podobného chrámu Krista Spasitele v Moskvě.
Výstavba se rozeběhla roku 1847, avšak ani tentokrát se nepodařilo smělé plány uskutečnit. Kvůli nedostatku prostředků se stavební práce protáhly na 29 let a vznikla pouze zvonice. Ta získala nazvání Velký Zlatoúst a začala sloužit jako samostatný chrám.
Roku 1922 byly zabaveny chrámové cennosti, celkem 745 kg stříbra a 234 kg drahého kamení. V roce 1928 byly sňaty zvony a na jaře 1930 došlo k demolici celého chrámu.
S ideou obnovit chrám přišli na počátku 21. století místní podnikatelé, jmenovitě představitelé Uralské báňské a metalurgické společnosti a Ruské měďařské společnosti. Výstavba proběhla v letech 2006–2013.

## Galerie

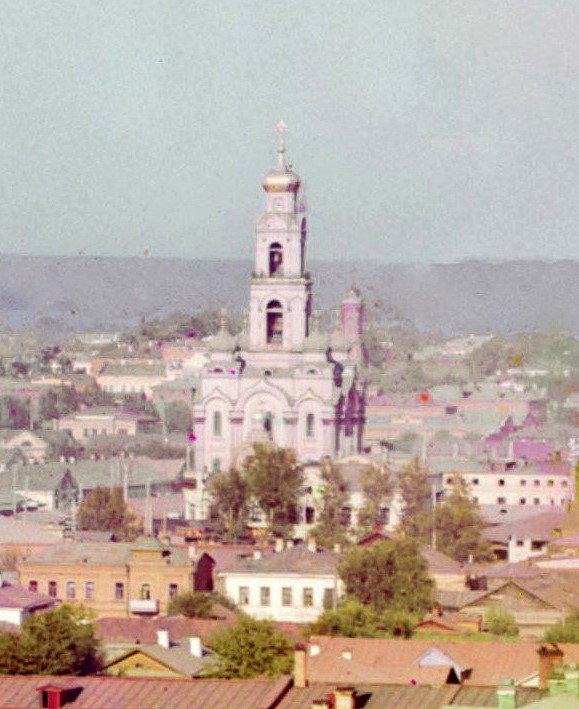
Původní objekt (1910)
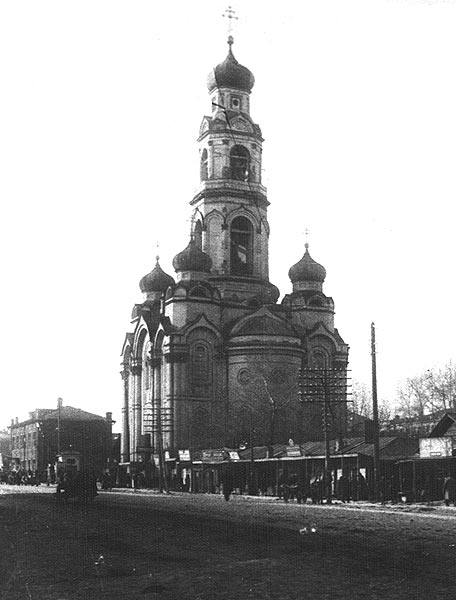
Původní objekt
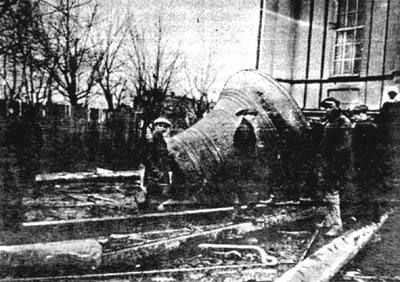
Svržení zvonu, vážícího 16 t (1928)
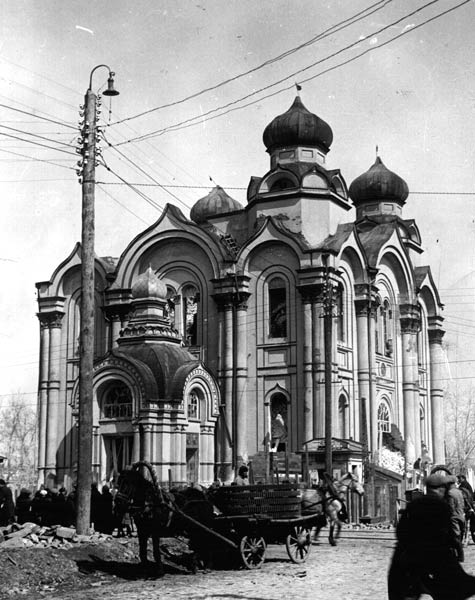
Bourání chrámu
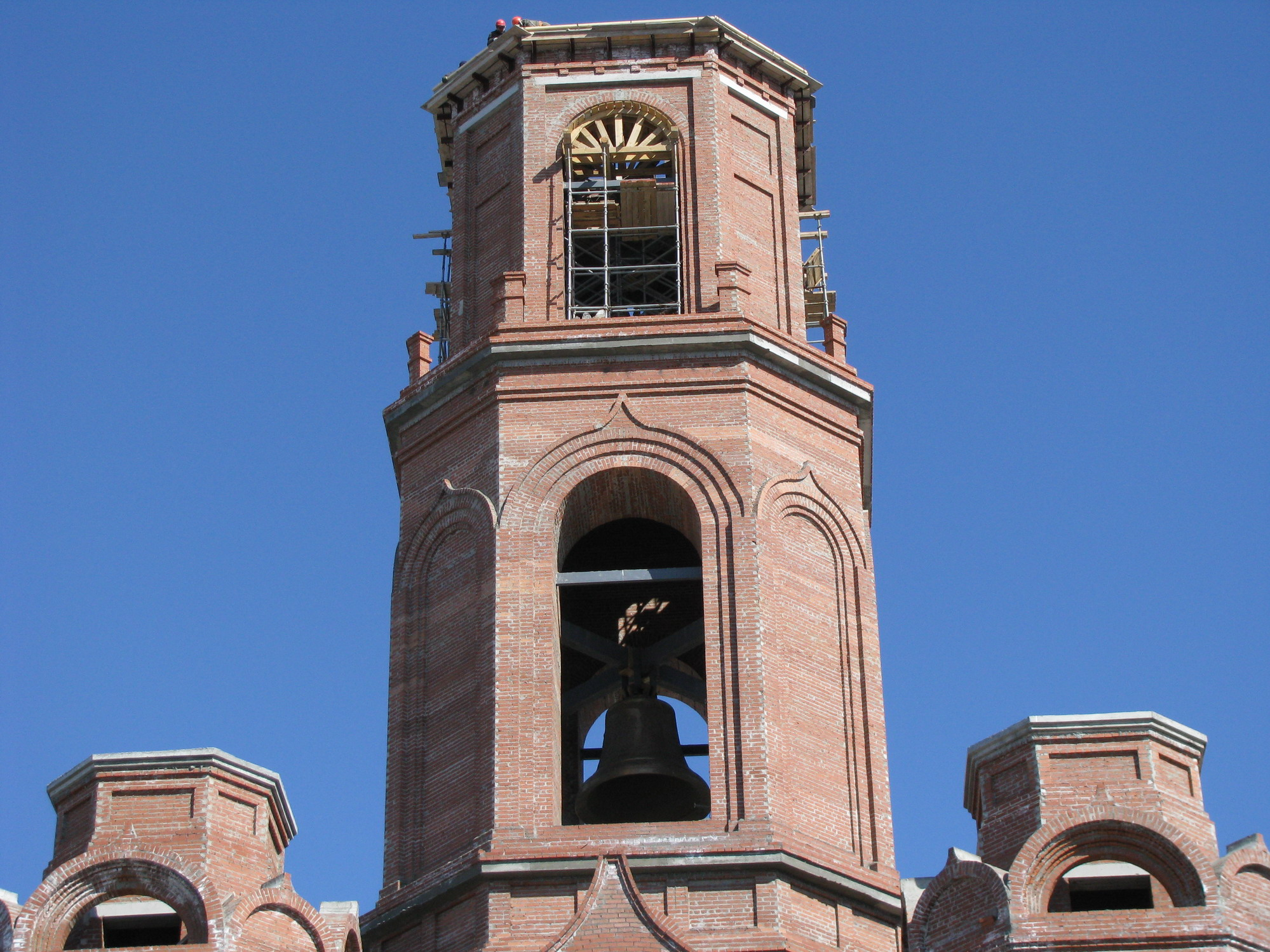
Obnova
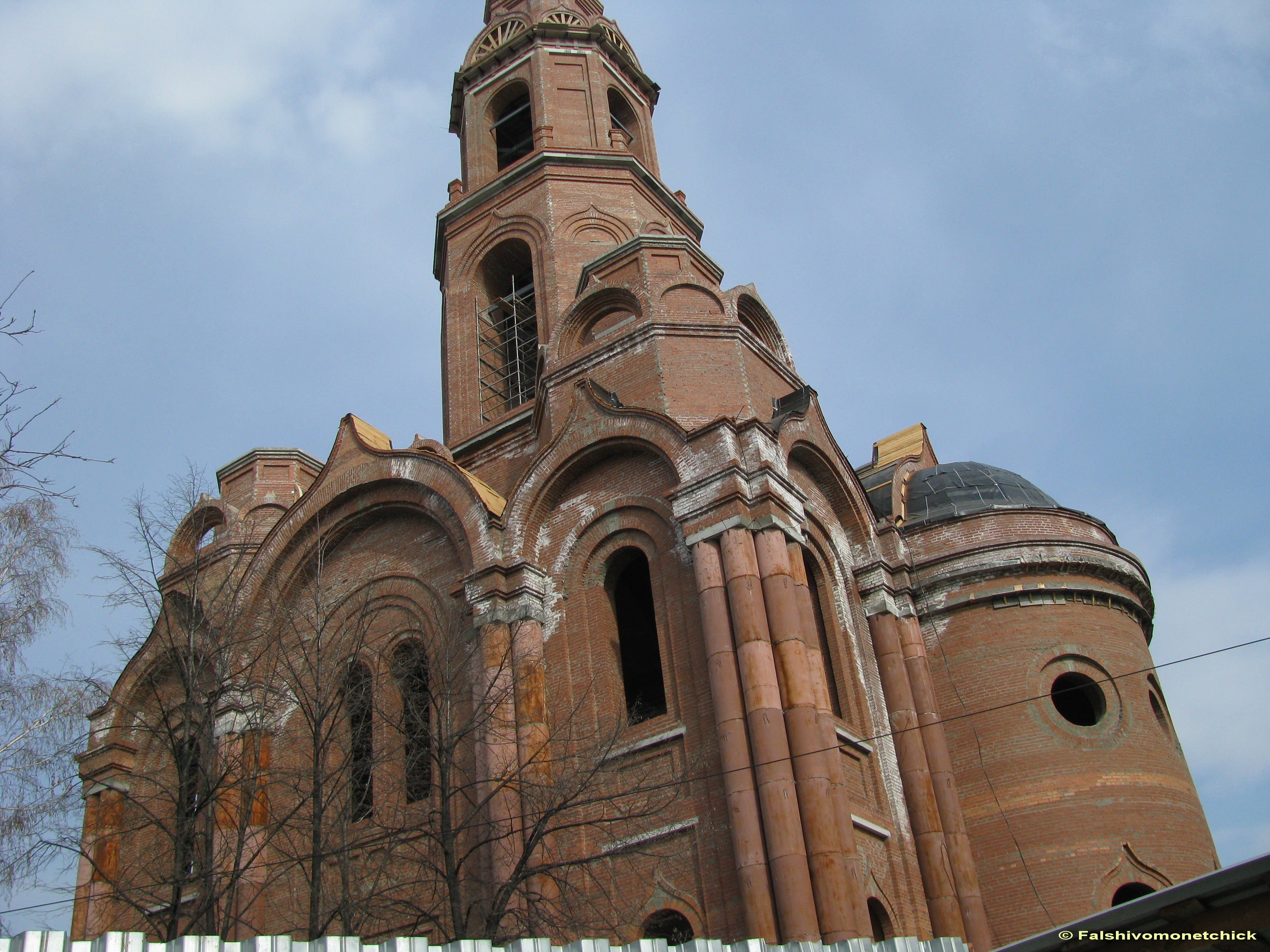
Obnova
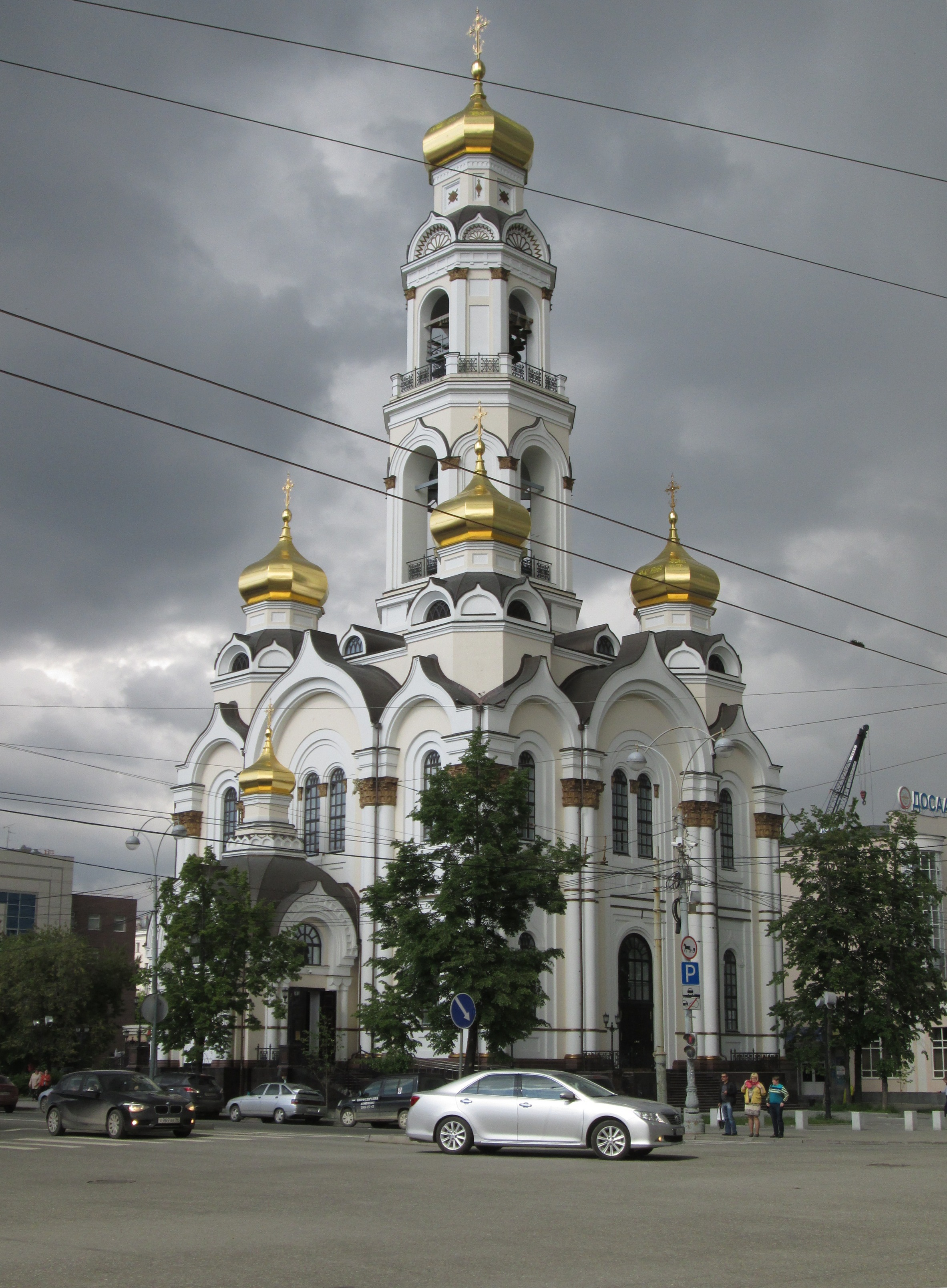